# Pink Sport Time 2017-2018
Questa voce raccoglie le informazioni riguardanti l'Associazione Sportiva Dilettantistica Pink Sport Time nelle competizioni ufficiali della stagione 2017-2018.

## Rosa
| N. |                   | Ruolo | Calciatrice        |
| -- | ----------------- | ----- | ------------------ |
|    | Italia (bandiera) | P     | Roberta Aprile     |
|    | Italia (bandiera) | P     | Alessia Piazza     |
|    | Italia (bandiera) | P     | Francesca Sforza   |
|    | Italia (bandiera) | D     | Ilaria Capitanelli |
|    | Italia (bandiera) | D     | Martina Di Bari    |
|    | Italia (bandiera) | D     | Francesca Fiore    |
|    | Italia (bandiera) | D     | Alessia Maffei     |
|    | Italia (bandiera) | D     | Antonella Marrone  |
|    | Italia (bandiera) | D     | Debora Novellino   |
|    | Italia (bandiera) | D     | Francesca Quazzico |
|    | Italia (bandiera) | D     | Roberta Ruscitto   |
|    | Italia (bandiera) | D     | Erika Santoro      |
|    | Italia (bandiera) | D     | Francesca Soro     |
|    | Italia (bandiera) | C     | Carmela Anaclerio  |
|    | Italia (bandiera) | C     | Marica Bitetto     |

| N. |                   | Ruolo | Calciatrice           |
| -- | ----------------- | ----- | --------------------- |
|    | Italia (bandiera) | C     | Veronica Cangiano     |
|    | Italia (bandiera) | C     | Lucia Ceci            |
|    | Italia (bandiera) | C     | Chiara Groff          |
|    | Italia (bandiera) | C     | Laura Libutti         |
|    | Italia (bandiera) | C     | Noemi Montemurro      |
|    | Italia (bandiera) | C     | Jenny Piro            |
|    | Italia (bandiera) | C     | Lucia Strisciuglio    |
|    | Italia (bandiera) | C     | Silvia Vivirito       |
|    | Italia (bandiera) | A     | Giusy Bassano         |
|    | Italia (bandiera) | A     | Giovanna Buono        |
|    | Italia (bandiera) | A     | Noemi Manno           |
|    | Italia (bandiera) | A     | Angelica Parascandolo |
|    | Italia (bandiera) | A     | Romina Pinna          |
|    | Italia (bandiera) | A     | Marina Rogazione      |
|    | Italia (bandiera) | A     | Annamaria Serturini   |

## Calciomercato
| Acquisti | Acquisti            | Acquisti     | Acquisti |
| R.       | Nome                | da           | Modalità |
| -------- | ------------------- | ------------ | -------- |
| P        | Alessia Piazza      | Lugano 1976  | [ 1 ]    |
| D        | Erika Santoro       | San Zaccaria | [ 2 ]    |
| C        | Chiara Groff        | Isera        | [ 3 ]    |
| C        | Silvia Vivirito     | Luserna      | [ 4 ]    |
| A        | Romina Pinna        | Luserna      | [ 4 ]    |
| A        | Annamaria Serturini | Brescia      | [ 5 ]    |

| Cessioni | Cessioni | Cessioni | Cessioni |
| R.       | Nome     | a        | Modalità |
| -------- | -------- | -------- | -------- |

## Risultati

### Serie A

#### Girone di andata
| Arbitro: | Stefania Genoveffa Signorelli (Paola) |

|  |           |                                                              |
|  | Marcatori | 11’ Heroum 15’, 22’ Bergamaschi 60’, 70’ (rig.), 84’ Girelli |

| Arbitro: | Daljit Singh (Macerata) |

|                      |           |          |
| Caccamo 8’ Mauro 51’ | Marcatori | 87’ Soro |

| Bitetto 28 ottobre 2017, ore 15:00 CET 3ª giornata | Pink Sport Time               | 0 – 0 referto | San Zaccaria | Stadio Antonio Antonucci\| Arbitro: \| Fabio Rosario Luongo (Napoli) \| |
| Arbitro:                                           | Fabio Rosario Luongo (Napoli) |               |              |                                                                         |

| Arbitro: | Emanuele Damiani (Sondrio) |

|                             |           |  |
| Boni 12’ Da. Mascanzoni 69’ | Marcatori |  |

| Arbitro: | Simone D'Incecco (Perugia) |

|          |           |                          |
| Piro 60’ | Marcatori | 66’ Glionna 79’ Bonansea |

| Arbitro: | Simone Battiato (Genova) |

|                                         |           |  |
| Pirone 10’, 57’ Mendes 26’ Stracchi 79’ | Marcatori |  |

| Arbitro: | Maria Teresa Travascio (Moliterno) |

|              |           |  |
| Quazzico 81’ | Marcatori |  |

| Arbitro: | Fabrizio Pacella (Roma) |

|  |           |                 |
|  | Marcatori | 6’ Parascandolo |

| Arbitro: | Stefania Genoveffa Signorelli (Paola) |

|                              |           |             |
| Serturini 11’ Pinna 22’, 27’ | Marcatori | 87’ Fishley |

| Arbitro: | Enrico Gigliotti (Cosenza) |

|              |           |  |
| Serturini 2’ | Marcatori |  |

| Arbitro: | Thomas Bonci (Pesaro) |

|                                                   |           |                             |
| Oliviero 4’ Bursi 49’ Tardini 67’ Giatras Zoi 81’ | Marcatori | 18’ Serturini 72’ Novellino |

#### Girone di ritorno
| Arbitro: | Andrea Faccini (Parma) |

|                                                  |           |  |
| Sabatino 39’ Mendes 51’ Giacinti 54’ Girelli 81’ | Marcatori |  |

| Arbitro: | Cristiano Ursini (Pescara) |

|  |           |                                             |
|  | Marcatori | 50’ (aut.) Quazzico 55’ Bartoli 66’ Caccamo |

| Arbitro: | Davide Giacometti (Gubbio) |

|                           |           |          |
| Pugnali 84’, 90+3’, 90+5’ | Marcatori | 3’ Pinna |

| Arbitro: | Oscar Ozzella (Benevento) |

|                            |           |                                     |
| Parascandolo 62’ Pinna 88’ | Marcatori | 24’, 37’ Solow 30’ Boni 68’ Fuselli |

| Arbitro: | Francesco Burlando (Genova) |

|                                                       |           |                 |
| Groff 44’ (aut.) Bonansea 56’, 79’ Santoro 67’ (aut.) | Marcatori | 75’ (rig.) Piro |

| Arbitro: | Stefania Menicucci (Lanciano) |

|  |           |                              |
|  | Marcatori | 28’ Pellegrinelli 80’ Pirone |

| Arbitro: | Costantino Cardella (Torre del Greco) |

|                         |           |               |
| Coluccini 87’ Nagni 89’ | Marcatori | 32’ Serturini |

| Arbitro: | Niccolò Fucci (Salerno) |

|          |           |                            |
| Manno 5’ | Marcatori | 17’ Orlandi 45’, 66’ Acuti |

| Arbitro: | Giovanni Agostoni (Milano) |

|                        |           |           |
| Wagner 11’ Hannula 81’ | Marcatori | 38’ Pinna |

| Arbitro: | Davide Gandino (Alessandria) |

|                                     |           |  |
| Camporese 37’, 51’ Brumana 57’, 80’ | Marcatori |  |

| Arbitro: | Agostino De Santis (Campobasso) |

|                            |           |             |
| Quazzico 28’ Novellino 68’ | Marcatori | 42’ Tarenzi |

#### Spareggio salvezza
| Arbitro: | Agostino De Santis (Campobasso) |

|                  |           |                                            |
| Pugnali 45’, 61’ | Marcatori | 15’ (rig.) Piro 20’ Parascandolo 52’ Manno |

#### Play-out
| Arbitro: | Fabio Rosario Luongo (Napoli) |

|                                |           |               |
| Soro 23’ Manno 26’ Di Bari 89’ | Marcatori | 56’ Cavallini |

### Coppa Italia

#### Primo turno
Triangolare T30
| Arbitro: | Filippo Colaninno (Nola) |

|                                       |           |                |
| Pinna 39’, 85’ Ceci 52’ Serturini 81’ | Marcatori | 90+2’ Diaferia |

| Arbitro: | Leonardo Mastrodomenico (Policoro) |

|            |           |  |
| Xuereb 70’ | Marcatori |  |

#### Secondo turno
| Arbitro: | Vito Guerra (Venosa) |

|                                                   |           |  |
| Pinna 46’, 79’ De Rosa 85’ (aut.) Serturini 90+4’ | Marcatori |  |

#### Terzo turno
| Arbitro: | Antonio Romanelli (Lanciano) |

|  |           |                                |
|  | Marcatori | 45’ Parascandolo 51’ Serturini |

#### Quarti di finale
| Arbitro: | Martina Molinaro (Lamezia Terme) |

|                                                                                          |           |                            |
| Parascandolo 10’ Groff 25’ Serturini 31’, 90+3’ Cantori 36’ (aut.) Piro 53’ Vivirito 69’ | Marcatori | 38’ Bellucci 81’ Tamburini |

#### Semifinale
| Arbitro: | Giuseppe Catanzaro (Catanzaro) |

|                      |           |                                 |
| Marrone 90+2’ (rig.) | Marcatori | 17’ Mauro 29’ Parisi 83’ Guagni |

## Statistiche

### Statistiche di squadra
| Competizione      | Punti | In casa | In casa | In casa | In casa | In casa | In casa | In trasferta | In trasferta | In trasferta | In trasferta | In trasferta | In trasferta | Totale | Totale | Totale | Totale | Totale | Totale | DR  |
| Competizione      | Punti | G       | V       | N       | P       | Gf      | Gs      | G            | V            | N            | P            | Gf           | Gs           | G      | V      | N      | P      | Gf     | Gs     | DR  |
| ----------------- | ----- | ------- | ------- | ------- | ------- | ------- | ------- | ------------ | ------------ | ------------ | ------------ | ------------ | ------------ | ------ | ------ | ------ | ------ | ------ | ------ | --- |
| Serie A           | 16    | 11      | 4       | 1       | 6       | 11      | 22      | 11           | 1            | 0            | 10           | 8            | 31           | 22     | 5      | 1      | 16     | 19     | 53     | -36 |
| Serie A spareggio | -     | -       | -       | -       | -       | -       | -       | -            | -            | -            | -            | -            | -            | 1      | 1      | 0      | 0      | 3      | 2      | +1  |
| Serie A play-out  | -     | -       | -       | -       | -       | -       | -       | -            | -            | -            | -            | -            | -            | 1      | 1      | 0      | 0      | 3      | 1      | +2  |
| Coppa Italia      | -     | 4       | 3       | 0       | 1       | 16      | 6       | 2            | 1            | 0            | 1            | 2            | 1            | 6      | 4      | 0      | 2      | 18     | 7      | +11 |
| Totale            | -     | 15      | 7       | 1       | 7       | 27      | 28      | 14           | 2            | 1            | 11           | 10           | 32           | 31     | 11     | 2      | 18     | 43     | 63     | -20 |

### Andamento in campionato
| Giornata  | 1 | 2  | 3  | 4  | 5  | 6  | 7  | 8 | 9 | 10 | 11 | 12 | 13 | 14 | 15 | 16 | 17 | 18 | 19 | 20 | 21 | 22 |
| --------- | - | -- | -- | -- | -- | -- | -- | - | - | -- | -- | -- | -- | -- | -- | -- | -- | -- | -- | -- | -- | -- |
| Luogo     | C | T  | C  | T  | C  | T  | C  | T | C | C  | T  | T  | C  | T  | C  | T  | C  | T  | C  | T  | T  | C  |
| Risultato | P | P  | N  | P  | P  | P  | V  | V | V | V  | P  | P  | P  | P  | P  | P  | P  | P  | P  | P  | P  | V  |
| Posizione | 9 | 10 | 10 | 11 | 11 | 11 | 10 | 9 | 7 | 6  | 6  | 7  | 9  | 9  | 9  | 9  | 9  | 10 | 10 | 11 | 11 | 10 |

Legenda:

Luogo: C = Casa; T = Trasferta. Risultato: V = Vittoria; N = Pareggio; P = Sconfitta.

### Statistiche delle giocatrici
| Giocatore       | Serie A  | Serie A | Serie A     | Serie A    | Coppa Italia | Coppa Italia | Coppa Italia | Coppa Italia | Totale   | Totale | Totale      | Totale     |
| Giocatore       | Presenze | Reti    | Ammonizioni | Espulsioni | Presenze     | Reti         | Ammonizioni  | Espulsioni   | Presenze | Reti   | Ammonizioni | Espulsioni |
| --------------- | -------- | ------- | ----------- | ---------- | ------------ | ------------ | ------------ | ------------ | -------- | ------ | ----------- | ---------- |
| C. Anaclerio    | -        | -       | -           | -          | -            | -            | -            | -            | -        | -      | -           | -          |
| R. Aprile       | 16       | -39     | 0           | 0          | 3            | 0            | 0            | 0            | 19       | -39    | 0           | 0          |
| G. Bassano      | 8        | 0       | 0           | 0          | 2            | 0            | 1            | 0            | 10       | 0      | 1           | 0          |
| M. Bitetto      | -        | -       | -           | -          | -            | -            | -            | -            | -        | -      | -           | -          |
| G. Buono        | -        | -       | -           | -          | -            | -            | -            | -            | -        | -      | -           | -          |
| V. Cangiano     | 4+1      | 0       | 0           | 0          | 0            | 0            | 0            | 0            | 5        | 0      | 0           | 0          |
| I. Capitanelli  | -        | -       | -           | -          | 1            | 0            | 0            | 0            | 1        | 0      | 0           | 0          |
| L. Ceci         | 20+2     | 0       | 4           | 0          | 4            | 1            | 0            | 0            | 26       | 1      | 4           | 0          |
| M. Di Bari      | 7+2      | 0+1     | 1           | 0          | 3            | 0            | 0            | 0            | 12       | 1      | 1           | 0          |
| F. Fiore        | -        | -       | -           | -          | 1            | 0            | 0            | 0            | 1        | 0      | 0           | 0          |
| C. Groff        | 12       | 0       | 1           | 0          | 3            | 1            | 1            | 0            | 15       | 1      | 2           | 0          |
| L. Libutti      | -        | -       | -           | -          | -            | -            | -            | -            | -        | -      | -           | -          |
| A. Maffei       | -        | -       | -           | -          | -            | -            | -            | -            | -        | -      | -           | -          |
| N. Manno        | 15+2     | 2+2     | 0           | 0          | 3            | 0            | 0            | 0            | 20       | 4      | 0           | 0          |
| A. Marrone      | 18+2     | 0       | 0           | 0          | 6            | 1            | 0            | 0            | 26       | 1      | 0           | 0          |
| N. Montemurro   | -        | -       | -           | -          | 2            | 0            | 0            | 0            | 2        | 0      | 0           | 0          |
| D. Novellino    | 22+2     | 2       | 1           | 0          | 5            | 0            | 1            | 0            | 29       | 2      | 2           | 0          |
| A. Parascandolo | 18+2     | 2+1     | 1           | 1          | 4            | 2            | 0            | 0            | 24       | 5      | 1           | 1          |
| A. Piazza       | 7+2      | -14-3   | 0           | 0          | 5            | -7           | 0            | 0            | 14       | -21    | 0           | 0          |
| R. Pinna        | 20+1     | 5       | 2           | 0          | 6            | 4            | 0            | 0            | 27       | 9      | 2           | 0          |
| J. Piro         | 19+2     | 2+1     | 4           | 0          | 4            | 1            | 1            | 0            | 25       | 4      | 5           | 0          |
| F. Quazzico     | 15       | 1       | 3           | 0          | 3            | 0            | 0            | 0            | 18       | 1      | 3           | 0          |
| M. Rogazione    | 15       | 0       | 2           | 0          | 4            | 0            | 0            | 0            | 19       | 0      | 2           | 0          |
| R. Ruscitto     | -        | -       | -           | -          | -            | -            | -            | -            | -        | -      | -           | -          |
| E. Santoro      | 9+2      | 0       | 0           | 0          | 3            | 0            | 0            | 0            | 14       | 0      | 0           | 0          |
| A. Serturini    | 22+2     | 4       | 1           | 0          | 5            | 5            | 0            | 0            | 29       | 9      | 1           | 0          |
| F. Sforza       | -        | -       | -           | -          | -            | -            | -            | -            | -        | -      | -           | -          |
| F. Soro         | 21+2     | 2+1     | 5           | 0          | 4            | 0            | 1            | 0            | 27       | 3      | 6           | 0          |
| L. Strisciuglio | 12       | 0       | 0           | 0          | 4            | 0            | 0            | 0            | 16       | 0      | 0           | 0          |
| S. Vivirito     | 20+2     | 0       | 3           | 0          | 5            | 1            | 1            | 0            | 27       | 1      | 4           | 0          |